# Moritz Noeres
Moritz Anton Noeres (* 10. Juli 2000) ist ein deutscher Basketballspieler.

## Laufbahn
Noeres spielte bis 2013 in der Jugend des TSV Bayer Leverkusen und wechselte zur Saison 2013/14 ans Basketball-Internat der Urspringschule. Er wurde in den Jugendmannschaften eingesetzt und feierte in der Saison 2016/17 sein Debüt in der 2. Bundesliga ProA im Trikot der Spielgemeinschaft Ehingen/Urspring. Im Sommer 2018 verließ Noeres die Mannschaft und schloss sich dem Regionalligisten MTSV Schwabing sowie der dem Verein angeschlossenen Internationalen Basketball Akademie München an. In der Sommerpause 2019 schloss er sich der zweiten Herrenmannschaft des FC Bayern München (2. Bundesliga ProB) an.
2021 wurde er vom Liga- und Stadtrivalen TSV Oberhaching-Deisenhofen verpflichtet. Noeres spielte bis 2023 für die Mannschaft in der dritthöchsten deutschen Liga. Hernach wechselte er zum SV 03 Tübingen (1. Regionalliga).